# Jakub Popiwczak
Jakub Popiwczak (Legnica, 17 aprile 1996) è un pallavolista polacco, libero dello Jastrzębski Węgiel.

## Palmarès

### Club
- Campionato polacco: 2

2020-21, 2022-23, 2023-24
- Supercoppa polacca: 1

2021, 2022

### Nazionale (competizioni minori)
- Memorial Hubert Wagner 2017
- Memorial Hubert Wagner 2023